# Христо Танев (художник)
 Тази статия е за художника.  За скулптора вижте Христо Танев (скулптор).  
Христо Танев е български художник.

## Биография и творчество
Като ученик учи в старозагорската гимназия „Христо Ботев“. През 1970 година завършва с отличие специалност стенопис във Великотърновския университет „Св. св. Кирил и Методий“ в класа на проф. Никола Гелов. Сред преподавателите му са известни български художници като проф. Васил Стоилов и проф. Никола Кожухаров.
Танев твори основно в областта на живописта, архитектурния, промишлен и графичен дизайн, пространственото оформление и рекламата. Негово дело са повече от 500 запазени фирмени лога, както и гербовете и знамената на Стара Загора, Димитровград, Чирпан и Гълъбово. Между 1972 и 1986 година взема участие в множество регионални и национални изложби за живопис с платна, изпълнени в жанровете портрет, фигурална композиция, пейзаж и натюрморт. Участва в представителни изложби на българското изобразително изкуство зад граница: Берлин, Букурещ, Катовице, Легннце, Москва, Осло, Самара, Улан Батор и др.
От средата на 1990-те се задълбочава интересът на Танев в областта на хералдиката и семиотиката в търсене на смисъла на символи, свързани с идентичността на българския народ. През 1997 г. излиза книгата „Азът на българите и националните символи“, в чийто авторски колектив е и Христо Танев.
От 1976 г. той членува в Съюза на българските художници, а от 1989 г. – в Асоциацията за пластични изкуства към ЮНЕСКО. През 2003 година основава собствена галерия за изящни и приложни изкуства в Стара Загора.
Негови творби са притежание на Националната художествена галерия, музея „А. С. Пушкин“ в Москва, над 30 държавни галерии в България и чужбина, като и частни сбирки в България, Европа, Канада, Кувейт, Монголия, САЩ, ЮАР, Япония.
Умира на 21 март 2019 г. в Стара Загора.